# Зелений Гай (Запорізький район)
Зелений Гай — село в Україні, у Михайло-Лукашівській сільській громаді Запорізького району Запорізької області. Населення станом на 1 січня 2007 року — 76 осіб.

## Географія
Село Зелений Гай розташоване за 46 км від обласного центру та за 21 км від Вільнянська, за 2 км від сусіднього села Володимирівка. Селом тече річка Солона із загатою. Поруч пролягає автошлях національного значення Н15 (Запоріжжя — Донецьк). Найближча залізнична станція — Вільнянськ (за 21 км).
Площа села — 53,1 га та налічує 34 домогосподарств.

## Історія
Село засноване 1921 року. 
У 1932—1933 селяни зазнали сталінського геноциду.
З 24 серпня 1991 року село у складі Незалежної України.
12 червня 2020 року, відповідно до розпорядження Кабінету Міністрів України № 713-р «Про визначення адміністративних центрів та затвердження територій територіальних громад Запорізької області», село увійшло до складу Михайло-Лукашівської сільської громади.
19 липня 2020 року, в результаті адміністративно-територіальної реформи та ліквідації Вільнянського району, село увійшло до складу новоутвореного Запорізького району.

## Населення

### Мова
Розподіл населення за рідною мовою за даними перепису 2001 року:
| Мова       | Кількість | Відсоток |
| ---------- | --------- | -------- |
| українська | 97        | 95.1%    |
| російська  | 5         | 4.9%     |
| Усього     | 102       | 100%     |